# Ladock
 (septembre 2023).
Ladock est une paroisse civile et un village des Cornouailles, en Angleterre.